# Future Earth
Future Earth est un programme de recherche interdisciplinaire et international de 10 ans, qui vise à renforcer les connaissances sur les aspects socioenvironnementaux (environnementaux et humains) des changements globaux, et à trouver des solutions pour le développement soutenable. 
Il vise à accroître l'impact de la recherche scientifique sur le développement soutenable.

## Pluridisciplinarité
Future Earth est un programme de recherche réunissant les sciences de l’environnement, les sciences sociales et les sciences humaines, l’ingénierie et le droit. Il conçoit et produit des travaux de Recherche qui associent des parties prenantes extérieures à la communauté scientifique.

## Mission, objectifs et principes
Future Earth a comme mission de "construire et connecter les connaissances mondiales pour intensifier l'impact de la recherche et trouver de nouvelles façons d'accélérer le développement durable". 
L’objectif général est que "les gens prospèrent dans un monde durable et équitable ». Pour cela  Future Earth cherche à mobiliser la communauté internationale des chercheurs en sciences de l'environnement pour:
- Inspirer et créer une science interdisciplinaire pertinente aux grands défis mondiaux de la durabilité ;
- Fournir des produits et services dont la société a besoin pour relever ces défis ;
- Concevoir et coproduire des sciences, des connaissances et des innovations axées sur les solutions pour le développement durable dans le monde entier ;
- Renforcer les capacités des chercheurs du monde entier.

## Histoire
L’idée de « Future Earth » a été lancé en juin 2012, lors de la Conférence des Nations unies sur le développement durable (Rio + 20).
Un consortium distribué à l'échelle mondiale est chargé d’assurer le « Secrétariat » de Future Earth en juillet 2014, avec dans un premier temps des bureaux à Montréal (Canada), Stockholm (Suède), Colorado (États-Unis), Tokyo (Japon) et Paris (France). Le travail scientifique commun commence concrètement en 2015, en s’appuyant sur plus de trois décennies d’études environnementales d’enjeu mondial (climat, biodiversité, désertification, état des forêts…), dont les travaux du programme international du Programme Géosphère-Biosphère, du Programme Diversitas et du Programme international sur les dimensions humaines du changement environnemental. 
En 2019, le consortium « Future Earth » dispose de bureaux dans 20 pays et de près de 30 réseaux de recherche-action, il collabore en outre avec différents groupes de la société pour développer des connaissances nécessaires à l’accélération de la transition vers un monde plus soutenable (tel que promu par les 17 objectifs de développement durable ou ODD adoptés par l’ONU en 2015, à atteindre avant 2030).

## Gouvernance
« Future Earth » est régi par le Conseil scientifique international (ISC), le Belmont Forum des agences de financement (notamment associé en France à l’ANR et au CNRS via AllEnvi), l'Organisation des Nations unies pour l'éducation, la science et la culture (UNESCO), le Programme des Nations unies pour l'environnement (PNUE), l'Université des Nations unies (UNU), l'Organisation météorologique mondiale (OMM) et le forum Science et technologie dans la société (STS).
En 2019-2020, Amy Luers est la directrice exécutive.

## Projets
Au sein de Future Earth, la recherche et la synthèse scientifiques sont faites par un certain nombre de réseaux internationaux, dénommé «projets de recherche mondiaux», dont beaucoup ont été lancés dans le cadre des quatre programmes mondiaux existants sur le changement environnemental, DIVERSITAS, le Programme international géosphère-biosphère. (IGBP), le Programme international sur les dimensions humaines (IHDP) et le Programme mondial de recherche sur le climat (WCRP). 
D'autres projets sont nés du « Partenariat pour la science du système terrestre » (ESSP). 
Le processus formel d'affiliation de ces projets dans « Future Earth » a commencé en 2014. 
Les projets sont les suivants :
- AIMES (Analysis, Integration and Modelling of the Earth System)
- bioDISCOVERY
- bioGENESIS
- CCAFS – Climate Change, Agriculture and Food Security, une collaboration lancée par les CGIAR Consortium of International Agricultural Research Centers
- ecoSERVICES
- ESG – Earth System Governance
- GCP – Global Carbon Project
- GLP – Global Land Project
- GMBA – Global Mountain Biodiversity Assessment
- GWSP – Global Water System Project
- IGAC – International Global Atmospheric Chemistry
- IHOPE – Integrated History and Future of People on Earth
- ILEAPS – Integrated Land Ecosystem-Atmosphere Processes Study
- IMBER – Integrated Marine Biogeochemistry and Ecosystem Research
- IRG – Integrated Risk Governance Project
- LOICZ – Land-Ocean Interactions in the Coastal Zone
- MAIRS – Monsoon Asia Integrated Regional Study

- One Health – (lancé par l’OMS et l’OIE)
- PAGES – Past Global Changes

- PECS – Programme on Ecosystem Change and Society
- SOLAS – Surface Ocean-Lower Atmosphere Study

## Publications
- le Magazine Anthropocene ;
- Newsletters ;
- Documents thématiques (Issue Briefs') ;
- Explainers (Documents explicatifs) ;
- Science Insights (Perspectives scientifiques) ;
- Rapports annuels ;
- « Our future on earth 2020 » (Notre avenir sur Terre, version 2020) ; ce rapport de synthèse, inaugural a été publié début février 2020 [4], préfacé par Gro Harlem Brundtland et coproduit par plus de 200 scientifiques de haut-niveau. Il confirme notre entrée dans l’Ere de la Grande accélération qui est aussi celle de l’anthropocène où l’Homme a des impacts géophysiques sur la planète qui dépasse tout ce qui a touché les écosystèmes depuis 4,5 millions d’années, qui dépassent ceux de forces géotechniques comme le volcanisme, voire qui sont comparables à ceux de collisions avec des astéroïdes tels que celui qui a notamment causé l’extinction des grands dinosaures. L’Homme est exposé à des menaces existentielles ; de la crise climatique au risque de guerre nucléaire, qui exigent une action urgente. Ce rapport conclut que "l'enchevêtrement des crises environnementales pourrait faire basculer la planète dans un "effondrement systémique mondial ». Selon ce rapport, cinq risques majeurs concourent à cet effondrement en agissant synergiquement : le changement climatique, les phénomènes météorologiques extrêmes, le déclin des écosystèmes vitaux, la sécurité alimentaire et la diminution des réserves d'eau douce. Les auteurs y appellent «  les universitaires, les chefs d'entreprise et les décideurs politiques du monde entier à prêter attention à ces cinq risques mondiaux et à veiller à ce qu'ils soient traités comme des systèmes en interaction »[5], pour une résilience écologique encore à construire. 
Ce rapport ‘Our future on earth 2020’ « vise à raconter où nous en sommes dans notre cheminement collectif en reliant les points entre ce que la société connaît actuellement - des incendies aux pénuries alimentaires en passant par la montée du populisme - avec les récents développements dans la communauté des chercheurs. Les scientifiques des sciences physiques et sociales ont beaucoup à dire sur ce qui motive les événements actuels, et dans ce rapport, la science donne un aperçu de la façon dont l’humanité peut aller dans une direction plus durable »[6].